# Johan Oremo
Johan Oremo (n. Söderhamn, Suecia, 24 de octubre de 1986) es un futbolista sueco. Juega de delantero y actualmente milita en el Gefle IF de la Allsvenskan de Suecia. Fue seleccionado sueco adulto solo en 2 oportunidades donde no anotó y también fue seleccionado sueco sub-21 en 15 oportunidades, donde anotó solo un gol.

## Clubes
| Club           | País   | Año           |
| -------------- | ------ | ------------- |
| Rengsjö SK     | Suecia | 2005          |
| Bollnäs GIF    | Suecia | 2006          |
| Söderhamns FF  | Suecia | 2006-2007     |
| Gefle IF       | Suecia | 2007-2008     |
| Djurgårdens IF | Suecia | 2008-2011     |
| Gefle IF       | Suecia | 2011-presente |